# كروكييس
كروكيي (Κροκεαί) هي مدينة في لاكونيا في مقاطعة كينتريكي إلادا في اليونان.